# Trichothelium
Trichothelium es un género de hongos liquenizados en la familia Trichotheliaceae. SE estima contiene 40 especies. El género fue circunscripto por el suizo Johannes Müller Argoviensis en 1885.